# Santo Tomás, Guerrero
Santo Tomás är en ort i Mexiko.   Den ligger i kommunen Arcelia och delstaten Guerrero, i den södra delen av landet, 190 km sydväst om huvudstaden Mexico City. Santo Tomás ligger 339 meter över havet och antalet invånare är 478.
Terrängen runt Santo Tomás är kuperad västerut, men österut är den bergig. Santo Tomás ligger nere i en dal. Runt Santo Tomás är det ganska glesbefolkat, med 34 invånare per kvadratkilometer. Närmaste större samhälle är San Miguel Totolapan, 17,4 km väster om Santo Tomás. I omgivningarna runt Santo Tomás växer huvudsakligen savannskog.